# Juan Barjola
Juan Barjola (* 19. September 1919 in Torre de Miguel Sesmero, Provinz Badajoz, Region Extremadura; † 21. Dezember 2004 in Madrid) war ein spanischer Maler.

## Leben
Barjola studierte an der Escuela de Artes y Oficios de Badajoz, bevor er 1943 an die Escuela de Bellas Artes de San Fernando in Madrid wechselte. 1957 hatte er dort seine erste eigene Ausstellung in der Galería Abril. Seit 1960 reiste er durch Europa und lernte Originalwerke von Picasso, Braque und Ensor kennen. Zwischen 1968 und 1975 lehrte er über Farben und Komposition an der Escuela de Bellas Artes de San Fernando. 
Er galt als einer der bedeutendsten Maler der spanischen zeitgenössischen Kunst. Seine expressionistischen Gemälde wurden weltweit in Einzelausstellungen gezeigt, so in Venedig, New York und Tokio. In Gijón existiert seit 1988 ein Museum, das den Namen Museo Juan Barjola trägt. Dort sind mehr als 100 Werke Barjolas zu sehen. Ferner sind seine Werke im Museo Extremeño e Iberoamericano de Arte Contemporáneo in Badajoz präsentiert.
Barjola starb am 21. Dezember 2004 im Alter von 85 Jahren in einem Madrider Krankenhaus an den Folgen eines Sturzes während des Malens.

## Auszeichnungen
- 1985: Spanischer Nationalpreis für bildende Künste
- 2001: Premio Tomás Francisco Prieto

| Personendaten    | Personendaten                            |
| ---------------- | ---------------------------------------- |
| NAME             | Barjola, Juan                            |
| KURZBESCHREIBUNG | spanischer Maler                         |
| GEBURTSDATUM     | 19. September 1919                       |
| GEBURTSORT       | Torre de Miguel Sesmero, Provinz Badajoz |
| STERBEDATUM      | 21. Dezember 2004                        |
| STERBEORT        | Madrid                                   |